# Filmografia Marleny Dietrich

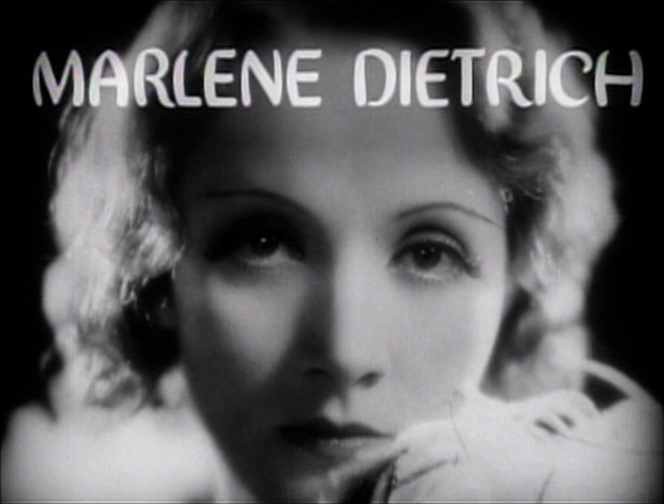
Kadr z filmu Maroko (1930).

Marlene Dietrich, właśc. Marie Magdalene Dietrich (ur. 27 grudnia 1901, zm. 6 maja 1992) – niemiecka aktorka i piosenkarka.
Pierwsze role zagrała już w latach 20., jednak dopiero film Błękitny anioł z 1930 roku przyniósł jej międzynarodowy rozgłos. Największe sukcesy filmowe osiągała w latach 1930-35, kiedy współpracowała z austriackim reżyserem Josephem von Sternbergiem. Podczas II wojny światowej opowiedziała się przeciw III Rzeszy, występując na frontach dla amerykańskich żołnierzy. W kolejnych dekadach skupiła się na karierze estradowej.
Ma na swoim koncie ponad 30 głównych kreacji filmowych. Jej najsłynniejsze filmy to Błękitny anioł, Maroko, Szanghaj Ekspres, Destry znowu w siodle, Świadek oskarżenia i Wyrok w Norymberdze. Dokonała ogromnej ilości nagrań płytowych. Przyczyniła się do spopularyzowania wojennego szlagieru „Lili Marleen”. Jej inne przeboje to: „Falling in Love Again”, „Ich bin die fesche Lola”, „Johnny”, „The Boys in the Backroom” czy „Where Have All the Flowers Gone”. Pozostaje jedną z najsłynniejszych aktorek XX wieku oraz ikoną kina.

## Filmy fabularne
| Rok  | Tytuł                                                   | Rola                 |
| ---- | ------------------------------------------------------- | -------------------- |
| 1919 | Im Schatten des Glücks                                  | n/a                  |
| 1923 | Mały Napoleon (So sind die Männer)                      | Kathrin              |
| 1923 | Der Mensch am Wege                                      | córka kramarza       |
| 1923 | Tragedia miłości (Tragödie der Liebe)                   | Lucy                 |
| 1924 | Der Mönch von Santarem                                  | n/a                  |
| 1924 | Skok w życie (Der Sprung ins Leben)                     | kobieta na plaży     |
| 1925 | Zatracona ulica (Die freudlose Gasse)                   | przyjaciółka Marii   |
| 1925 | Der Tänzer meiner Frau                                  | tancerka             |
| 1926 | Manon Lescaut                                           | Micheline            |
| 1926 | Pani nie chce dzieci (Madame wünscht keine Kinder)      | tancerka             |
| 1927 | Nowoczesna Dubarry (Eine Dubarry von Heute)             | Kokotte              |
| 1927 | Fałszywy baron (Der Juxbaron)                           | Sophie               |
| 1927 | Głowa do góry, Charly! (Kopf hoch, Charly!)             | Edmée Marchand       |
| 1927 | Sein größter Bluff                                      | Yvette               |
| 1927 | Giełda miłości (Café Elektric)                          | Erni Göttlinger      |
| 1928 | Księżniczka Olala (Prinzessin Olala)                    | Chichotte de Gastoné |
| 1929 | Cudza narzeczona (Gefahren der Brautzeit)               | Evelyne              |
| 1929 | Całuję twoją dłoń, madame (Ich küsse Ihre Hand, Madame) | Laurence Gerard      |
| 1929 | Trzy miłości (Die Frau, nach der man sich sehnt)        | Stascha              |
| 1929 | Okręt straceńców (Das Schiff der verlorenen Menschen)   | Ethel Marley         |

| Rok  | Tytuł                                                     | Rola                  |
| ---- | --------------------------------------------------------- | --------------------- |
| 1930 | Błękitny anioł (Der blaue Engel)                          | Lola Lola             |
| 1930 | Maroko (Morocco)                                          | Amy Jolly             |
| 1931 | Zniesławiona (Dishonored)                                 | Marie Kolverer        |
| 1932 | Szanghaj Ekspres (Shanghai Express)                       | Szanghaj Lily         |
| 1932 | Blond Venus (Blonde Venus)                                | Helen Faraday         |
| 1933 | Pieśń nad pieśniami (The Song of Songs)                   | Lily Czepanek         |
| 1934 | Imperatorowa (The Scarlet Empress)                        | Katarzyna II          |
| 1935 | Diabeł jest kobietą (The Devil Is a Woman)                | Concha Perez          |
| 1936 | I Loved a Soldier                                         | Anna Sedlak           |
| 1936 | Pokusa (Desire)                                           | Madeleine de Beaupre  |
| 1936 | Ogród Allaha (The Garden of Allah)                        | Domini Enfilden       |
| 1937 | Hrabina Władimow (Knight Without Armour)                  | Alexandra Vladinoff   |
| 1937 | Eskapada (Angel)                                          | Maria Barker          |
| 1939 | Destry znowu w siodle (Destry Rides Again)                | Frenchy               |
| 1940 | Siedmiu grzeszników (Seven Sinners)                       | Bijou Blanche         |
| 1941 | Płomień Nowego Orleanu (The Flame of New Orleans)         | Claire Ledoux         |
| 1941 | Wysokie napięcie (Manpower)                               | Fay Duval             |
| 1942 | The Lady Is Willing                                       | Elizabeth Madden      |
| 1942 | Zdobywcy (The Spoilers)                                   | Cherry Malotte        |
| 1942 | Pittsburgh                                                | Josie Winters         |
| 1944 | Za wami, chłopcy (Follow the Boys)                        | ona sama              |
| 1944 | Kismet                                                    | Jamilla               |
| 1946 | Martin Roumagnac                                          | Blanche Ferrand       |
| 1947 | Golden Earrings                                           | Lydia                 |
| 1948 | Sprawy zagraniczne (A Foreign Affair)                     | Erika von Schluetow   |
| 1949 | Jigsaw                                                    | ona sama (cameo)      |
| 1950 | Trema (Stage Fright)                                      | Charlotte Inwood      |
| 1951 | Nie ma autostrad w chmurach (No Highway in the Sky)       | Monica Teasdale       |
| 1952 | Ranczo złoczyńców (Rancho Notorious)                      | Altar Keane           |
| 1956 | W 80 dni dookoła świata (Around the World in Eighty Days) | hostessa (cameo)      |
| 1957 | To się zdarzyło w Monte Carlo (The Monte Carlo Story)     | Maria de Crevecouer   |
| 1957 | Świadek oskarżenia (Witness for the Prosecution)          | Christine Vole        |
| 1958 | Dotyk zła (Touch of Evil)                                 | Tanya                 |
| 1961 | Wyrok w Norymberdze (Judgment at Nuremberg)               | Madame Bertholt       |
| 1964 | Kiedy Paryż wrze (Paris When It Sizzles)                  | ona sama (cameo)      |
| 1978 | Zwyczajny żigolo (Schöner Gigolo, armer Gigolo)           | baronowa von Semering |

## Filmy dokumentalne
| Rok  | Tytuł                         |
| ---- | ----------------------------- |
| 1935 | The Fashion Side of Hollywood |
| 1943 | Show Business at War          |
| 1962 | The Black Fox                 |
| 1984 | Marlena (Marlene)             |